# Bessie Callender

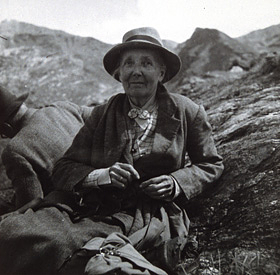
Bessie Callender

Bessie Stough Callender (* 31. Juli 1889 in Wichita (Kansas), Vereinigte Staaten von Amerika; † 26. Juni 1951 in New York, Vereinigte Staaten von Amerika) war eine amerikanische Bildhauerin, die vorwiegend Tierfiguren, aber auch Statuetten im Stil des Art déco schuf.

## Leben
Die Künstlerin war die Tochter von John Stough und dessen Ehefrau Caroline Louise, geborene Eckert. Sie verbrachte den Großteil ihrer Kindheit auf einem Bauernhof, wo sie früh ihr Interesse an Tieren entwickelte.  Nachdem sie den bei der New York Times beschäftigten Journalisten Harold Callender geheiratet hatte, zogen beide in den frühen 1920er Jahren nach New York, wo sie Zeichnen bei George Bridgman an der Art Students League of New York und an der Cooper Union studierte.
Sie begleitete ihren Ehemann, als dieser 1926 nach Paris versetzt wurde, und studierte dort bei dem Bildhauer Antoine Bourdelle an der Académie de la Grande Chaumière. Später war Callender drei Jahre Schülerin des Tierskulpteurs Georges Hilbert, unter dessen Obhut sie mit der Bildhauerei von Tiermotiven begann. Mindestens eins ihrer Werke im Stil des Art déco, der Halbakt Anita, wurde von der Pariser Bildgießerei Edmond Etling in chryselephantiner Verarbeitung handwerklich umgesetzt. 1930 zog das Ehepaar nach London, wo es für etwa ein Jahrzehnt lebte.
Callender modellierte häufig nach der Vorlage lebender Tiere. Sie studierte Tiere im Pariser Jardin des Plantes und im Zoo von London. Sie fertigte Skizzen und Studien aus Plastilin, bis sie den „Geist der Kreatur“ erfasst zu haben glaubte. Danach begann sie mit der Gestaltung in Stein, wobei die Verfeinerung eines einzelnen Stück bis zu einem Jahr in Anspruch nehmen konnte. Ihre Werke mit hochglanzpolierten Oberflächen sind von ägyptischer Bildhauerei beeinflusst. Die Qualität ihrer Exponate wurde schnell erkannt, als sie ihre Werke wiederholt auf den Salons der Société des Artistes Indépendants und dem Salon der Société du Salon d’Automne in Paris, in der Royal Academy of Arts in London, der Walker Art Gallery in Liverpool sowie im Royal Glasgow Institute of the Fine Arts ausstellte.
Eine Krebserkrankung hinderte Callender später ihre Tätigkeit weiter auszuüben. Nach ihrem Tod im Jahre 1951 im Alter von 62 Jahren übereignete ihr Ehemann sieben ihrer Skulpturen dem Smithsonian American Art Museum in Washington, D.C.

## Werke (Auswahl)
- Guinea Hen, ca. 1929[8]
- Antelope, 1929[8]
- Baboon, ca. 1930[8]
- Ram, ca. 1930[8]
- Torso, ca. 1930[8]
- Falcon, 1937[8]
- Anita, vor 1940[4]